# Што је Ива снимила 21. листопада 2003.
Што је Ива снимила 21. листопада 2003. је хрватски филм снимљен 2005. године који је добио награду Златна арена.

## Радња
Загреб. У једном стану породице средњег слоја друштва живи Ива која је на свој 15. рођендан добила дигитану камеру те одлучила снимати остатак дана. Цијели филм се одвија из перспективе њене камере. Њена мајка Жељка је домаћица која захтијева да све буде савршено а проблеме ублажује испијањем алкохолних пића. Њен отац Божо је смушени приватни предузетник који воли заповиједати код куће а улизивати се на послу. Око Ивине рођенданске прославе организовао је вечеру која је само излика да позове пословног партнера, Нијемца Хофмана, са којим планира склопити уносан посао. На вечеру долази и Дарко, Ивин весели ујак који је исто фасциниран камером. Но нитко од укућана не зна њемачки, па је Дарко позвао колегицу Нину која добро барата страним језицима. Она шармира Хофмана, али касније изненади станаре када се открије да ради као ескорт дама. Жељка је шокирана те од тада показује непријатељство према њој, док је Божо то пуно сабраније прихватио. Када Жељки случајно вечера коју је испекла падне на Нину, сви одлуче отићи у ресторан. Тамо се Хофман јако добро забавља те се чак „упуцава“ Жељки, док је Божо и даље пасиван. Ипак, када открије да је Хофман њој дао свој број хотелске собе, потрчи љутито за њим, али овај је већ отишао таксијем. Породица се исцрпљена врати кући касно у ноћ, а Ива искључи камеру.

## Награде
Пулски филмски фестивал 2005. године:
- Златна арена за најбољи филм
- Златна арена за режију
- Златае арена за главну мушку улогу
- Златна арена за женску улогу
- Награда Октавијан Хрватског друштва филмских критичара